# Нагірний Андрій Мирославович
Андрі́й Миросла́вович Нагі́рний (псевдо: «Фазан», 18 квітня 1982, с. Біла) — доброволець 5-го окремого батальйону Української добровольчої армії, снайпер, учасник боїв за Донецький аеропорт («кіборг»).

## Життєпис
Народився 18 квітня 1982 року в селі Біла Чортківського району Тернопільської області.
З 1 грудня 2013 року учасник Революції гідності. Будував барикади, вдень працював у їдальні.
Під час анексії Криму долучився до загону самооборони «Правий сектор» на Тернопільщині. Пройшов два вишколи від організації «Тризуб» ім. С. Бандери на Бержанщині Тернопільської області.
Визволяв Піски, захищав ДАП, воював на шахті «Бутівка», в Авдіївці та Мар'їнці.
Один із головних героїв фільму «Добровольці Божої чоти». Восени 2015 року брав участь у показах стрічки в Північній Америці.
17 березня 2017 року в районі Мар'їнки зазнав важких поранень від гранати РГД-5 (численні осколки в руках, плечах, шиї, кілька в животі, один осколок від гранати прошив мозок). Лікарі з Дніпровського шпиталю вийняли з голови 15 дрібних кісткових осколків.
До війни мав свій бізнес — невеличку ферму та будівельну крамницю на Тернопільщині (Чортків).
Має дружину Ірину та дві донечки: Настя і Софійка.

## Нагороди
- За особисту мужність, самовідданість і високий професіоналізм, виявлені у захисті державного суверенітету та територіальної цілісності України, нагороджений орденом «За мужність» III ступеня (21.11.2016).[2]
- Орден «Народний Герой України» (квітень 2016).